# Кондратьев, Виктор Иванович
Виктор Иванович Кондра́тьев (16 апреля 1925, Москва — 6 июля 2007, Москва) — советский конструктор, специалист в области разработки систем контроля автоматики ядерных боеприпасов.

## Биография
В 1943—1951 гг. работал на предприятиях наркомата авиационной промышленности.
Заочно окончил Московский авиационный институт (1951 год).
В 1951—1958 гг. на инженерных должностях в РФЯЦ-ВНИИЭФ.
В 1958—1987 гг. работал во ВНИИА: заместитель начальника отдела, начальник отдела, ведущий конструктор.

## Награды и звания
- Государственная премия СССР (1968 год) — за разработку первой автоматизированной системы контроля ядерных боеприпасов.
- Медаль «За трудовое отличие».